# Lago di Pozzillo
Lago di Pozzillo este o arie protejată (arie specială de conservare — SAC, sit de importanță comunitară — SCI) din Italia întinsă pe o suprafață de 3.393 ha, integral pe uscat.

## Localizare
Centrul sitului Lago di Pozzillo este situat la coordonatele 37°39′02″N 14°35′24″E / 37.650556°N 14.59°E.

## Înființare
Situl Lago di Pozzillo a fost declarat sit de importanță comunitară în septembrie 1995 pentru a proteja 9 specii de animale. Situl a fost protejat și ca arie specială de conservare în decembrie 2015.

## Biodiversitate
Situată în ecoregiunea mediteraneană, aria protejată conține 8 habitate naturale: Tufărișuri termo-mediteraneene și de pre-deșert, Pseudostepă cu ierburi și specii anuale de Thero-Brachypodietea, Păduri de stejar alb estice, Ape stătătoare oligotrofe până la mezotrofe, cu vegetație de Littorelletea uniflorae și/sau de Isoëto-Nanojuncetea, Lacuri eutrofice naturale cu vegetație de tip Magnopotamion sau Hydrocharition, Râuri mediteraneene cu debit permanent cu specii de Paspalo-Agrostidion și galerii riverane de Salix și de Populus alba, Râuri mediteraneene cu debit intermitent, cu specii de Paspalo-Agrostidion, Galerii și tufărișuri riverane sudice (Nerio-Tamaricetea și Securinegion tinctoriae).
La baza desemnării sitului se află mai multe specii protejate de  păsări (9): pescăruș albastru (Alcedo atthis), Alectoris graeca whitakeri, rață pitică (Anas crecca), stârc cenușiu (Ardea cinerea), rață-cu-cap-castaniu (Aythya ferina), Falco biarmicus, șoim călător (Falco peregrinus), stârc de noapte (Nycticorax nycticorax), cormoran mare (Phalacrocorax carbo)
Pe lângă speciile protejate, pe teritoriul sitului au mai fost identificate 21 de specii de plante, 1 specie de păsări, 1 specie de amfibieni, 2 specii de mamifere.